# انگیزه‌ها ۲
انگیزه‌ها ۲ (انگلیسی: Motives 2) فیلمی است که در سال ۲۰۰۷ منتشر شد. از بازیگران آن می‌توان به برایان جی. وایت و ویویکا ای فاکس اشاره کرد.